# Saint-Agapit
Saint-Agapit es un municipio canadiense situado en la provincia de Quebec.

## Superficie
Saint-Agapit tiene una superficie de 65,4 km².

## Demografía
En 2021, tenía 4526 habitantes, una densidad poblacional de 69,2 hab./km², y 1967 viviendas.